# ИХФ играч године
ИХФ играч године (енгл. IHF World Player of the Year) је титула која се додељује најбољем играчу у сезони по избору Међународне рукометне федерације (ИХФ). Награда се додељује и у мушкој и у женској конкуренцији од 1988, с тим да се награда није додељивала од 1991. до 1993, те 2017, 2020. и 2022. године. Први добитници су били Југословени Светлана Китић, у женској и Веселин Вујовић у мушкој конкуренцији.

## Победници

### Мушкарци
| Година | Победник         | Земља              |
| ------ | ---------------- | ------------------ |
| 1988   | Веселин Вујовић  | Југославија        |
| 1989   | Канг Жае-Вон     | Јужна Кореја       |
| 1990   | Магнус Висландер | Шведска            |
| 1991   | Није се бирао    | Није се бирао      |
| 1992   | Није се бирао    | Није се бирао      |
| 1993   | Није се бирао    | Није се бирао      |
| 1994   | Талант Дујшебаев | Русија             |
| 1995   | Џексон Ричардсон | Француска          |
| 1996   | Талант Дујшебаев | Шпанија            |
| 1997   | Стефан Стоклин   | Француска          |
| 1998   | Данијел Штефан   | Немачка            |
| 1999   | Рафаел Гихоса    | Шпанија            |
| 2000   | Драган Шкрбић    | СР Југославија     |
| 2001   | Јун Кјунг-Шин    | Јужна Кореја       |
| 2002   | Бертран Жил      | Француска          |
| 2003   | Ивано Балић      | Хрватска           |
| 2004   | Хенинг Фриц      | Немачка            |
| 2005   | Арпад Штербик    | Србија и Црна Гора |
| 2006   | Ивано Балић      | Хрватска           |
| 2007   | Никола Карабатић | Француска          |
| 2008   | Тјери Омеје      | Француска          |
| 2009   | Славомир Шмал    | Пољска             |
| 2010   | Филип Јиха       | Чешка              |
| 2011   | Микел Хансен     | Данска             |
| 2012   | Данијел Нарсис   | Француска          |
| 2013   | Домагој Дувњак   | Хрватска           |
| 2014   | Никола Карабатић | Француска          |
| 2015   | Микел Хансен     | Данска             |
| 2016   | Никола Карабатић | Француска          |
| 2017   | Није се бирао    | Није се бирао      |
| 2018   | Микел Хансен     | Данска             |
| 2019   | Никлас Ландин    | Данска             |
| 2020   | Није се бирао    | Није се бирао      |
| 2021   | Никлас Ландин    | Данска             |
| 2022   | Није се бирао    | Није се бирао      |
| 2023   | Матијас Гидсел   | Данска             |
| 2024   | Матијас Гидсел   | Данска             |

### Жене
| Година | Победница               | Земља          |
| ------ | ----------------------- | -------------- |
| 1988   | Светлана Китић          | Југославија    |
| 1989   | Ким Хјун-Ми             | Јужна Кореја   |
| 1990   | Јасна Мердан Колар      | Аустрија       |
| 1991   | Није се бирала          | Није се бирала |
| 1992   | Није се бирала          | Није се бирала |
| 1993   | Није се бирала          | Није се бирала |
| 1994   | Мија Хермансон          | Шведска        |
| 1995   | Ержебет Кочиш           | Мађарска       |
| 1996   | Лим О-Кјонг             | Јужна Кореја   |
| 1997   | Ања Андерсен            | Данска         |
| 1998   | Трине Халтвик           | Норвешка       |
| 1999   | Аусра Фридрикас         | Аустрија       |
| 2000   | Бојана Радуловић        | Мађарска       |
| 2001   | Сесил Леганже           | Норвешка       |
| 2002   | Жаи Хао                 | Кина           |
| 2003   | Бојана Радуловић        | Мађарска       |
| 2004   | Анита Кулчар            | Мађарска       |
| 2005   | Анита Гербиц            | Мађарска       |
| 2006   | Надин Краусе            | Немачка        |
| 2007   | Гро Хамерсен            | Норвешка       |
| 2008   | Лин-Кристин Ригелхут    | Норвешка       |
| 2009   | Алисон Пино             | Француска      |
| 2010   | Кристина Неагу          | Румунија       |
| 2011   | Хејди Леке              | Норвешка       |
| 2012   | Александра до Насименто | Бразил         |
| 2013   | Андреа Лекић            | Србија         |
| 2014   | Едуарда Аморим          | Бразил         |
| 2015   | Кристина Неагу          | Румунија       |
| 2016   | Кристина Неагу          | Румунија       |
| 2017   | Није се бирала          | Није се бирала |
| 2018   | Кристина Неагу          | Румунија       |
| 2019   | Стине Бредал Офтедал    | Норвешка       |
| 2020   | Није се бирала          | Није се бирала |
| 2021   | Сандра Тофт             | Данска         |
| 2022   | Није се бирала          | Није се бирала |
| 2023   | Хени Реистад            | Норвешка       |
| 2024   | Хени Реистад            | Норвешка       |